# Bouncin' Off the Walls (canción)
«Bouncin' Off the Walls» es una canción del músico estadounidense Matthew Wilder. La versión original de la canción fue publicada en el álbum del mismo nombre, lanzado en 1984. Además, fue lanzada como sencillo en dos versiones, una versión remix, y la versión que originalmente pertenecía al álbum, la cual fue editada, reduciendo su duración. La canción tuvo un relativo éxito, alcanzando la posición número 52 en el Billboard Hot 100. Según algunas estadísticas, Bouncin' Off the Walls es la tercera canción más exitosa y conocida de Wilder, siendo superada por The Kid's American y Break My Stride.

## Lista de canciones[1]
Todas las canciones escritas y compuestas por Matthew Wilder. 
| N.º | Título                                 | Duración |  |
| 1.  | «Bouncin' Off the Walls (Intense mix)» | 5:52     |  |
| 2.  | «Bouncin' Off the Walls (Intense dub)» | 4:54     |  |

Esta versión del sencillo tiene como Cara A una versión remix del tema original. Como Cara B, se presenta una versión del tema estilo dub, donde se elimina casi por completo la voz de Wilder, se añaden nuevas pistas de guitarra, bajo eléctrico, batería eléctrica y teclados. En la parte final de la versión dub, se puede ver que se suben los tonos de todos los instrumentos.

## Lista de canciones[2]
| N.º | Título                                                         | Duración |  |
| 1.  | «Bouncin' Off the Walls» (versión original del álbum, editada) | 3:30     |  |
| 2.  | «Love Of An Amazon»                                            | 3:47     |  |

| Posición en las listas de éxitos  |
| --------------------------------- |
| Billboard Hot 100: 52 (9 semanas) |

## Video musical
Un video musical del tema, dirigido por Tony Greco, fue filmado en 1984. En el video, Wilder aparece interpretando el tema en playback. Además, se puede ver que Wilder visita varias habitaciones a lo largo de las escenas, entre ellas una habitación donde todo (incluyendo un piano) está pintado de rojo. Además de Wilder, también aparece en el video una mujer. Wilder y la mujer tienen supuestamente la habilidad de caminar y rebotar en las paredes (tal como dice el título de la canción), lo cual fue descrito por Wilder en una entrevista en el programa American Bandstand de Dick Clark como un poltergeist. Tanto la carátula del álbum como las de los sencillos fueron tomadas durante la filmación del video.